# DevilDriver (album)
DevilDriver è il primo album in studio del gruppo musicale statunitense omonimo, pubblicato il 28 ottobre 2003 dalla Roadrunner Records.
Si tratta della nuova band creata dal cantante dei Coal Chamber Dez Fafara.

## Tracce
1. Nothing's Wrong? – 2:37
2. I Could Care Less – 3:36
3. Die (and Die Now) – 2:59
4. I Dreamed I Died – 3:29
5. Cry for Me Sky (Eulogy of the Scorned) – 4:00
6. The Mountain – 4:05
7. Knee Deep – 3:10
8. What Does It Take (to Be a Man) – 3:13
9. Swinging the Dead – 3:37
10. Revelation Machine – 3:30
11. Meet the Wretched – 4:07
12. Devil's Son – 2:48

## Formazione
- Dez Fafara - voce
- Jeffrey Kendrick - chitarra
- Evan Pitts - chitarra
- Jon Miller - basso
- John Boecklin - batteria